# Stine Kufaas
Stine Kufaas (née le 7 avril 1986 à Trondheim, en Norvège) est une athlète norvégienne, spécialiste du saut en hauteur. 

## Biographie
Stine Kufaas a sauté 1,91 m à Bergen le 21 juin 2009, ce qui la qualifie pour les championnats du monde d'athlétisme de Berlin en 2009. Elle porte son record à 1,93 m le 20 juin 2010 à Lillehammer.

## Palmarès
| Date | Compétition                       | Lieu      | Résultat | Marque |
| ---- | --------------------------------- | --------- | -------- | ------ |
| 2009 | Championnats d'Europe en salle    | Turin     | qual.    | 1,80 m |
| 2009 | Championnats d'Europe par équipes | Bergen    | 1re      | 1,91 m |
| 2009 | Championnats du monde             | Berlin    | qual.    | 1,85 m |
| 2010 | Championnats du monde en salle    | Doha      | qual.    | 1,89 m |
| 2010 | Championnats d'Europe             | Barcelone | qual.    | 1,90 m |
| 2011 | Championnats d'Europe en salle    | Paris     | qual.    | 1,89 m |